# CFU Club Championship 1997
Navigation
Édition suivante
La CFU Club Championship 1997 est l'édition de cette compétition, qui permet au meilleur club caribéen de participer à la Coupe des champions de la CONCACAF. Huit clubs sont engagés, après s'être qualifiés par le biais de leurs résultats en championnat. 
La finale se conclut sur la victoire des Trinidadiens de l'United Petrotrin qui battent sur le score de 2-1 les Jamaïcains de Seba United. Ils obtiennent du même coup leur qualification pour la Coupe des champions de la CONCACAF

## Clubs participants
- United Petrotrin - Vainqueur de la Coupe de Trinité-et-Tobago 1997
- Seba United - Champion de Jamaïque 1996-1997
- Club franciscain - Champion de Martinique 1996-1997
- L'Étoile de Morne-à-l'Eau - Champion de Guadeloupe 1996-1997
- Notre Dame Sporting Club - Champion de la Barbade 1997
- SV Transvaal - Champion du Suriname 1997
- Omai Gold Seekers FC - Champion du Guyana 1996
- Stubborn Youth SC - Représentant de Saint-Vincent-et-les-Grenadines

## Résultats

### Phase de groupes

#### Groupe 1
Toutes les rencontres sont jouées à Pointe-à-Pierre, Trinité-et-Tobago.
| Rang | Équipe                    | Pts | J | G | N | P | Bp | Bc | Diff |  | Résultats (▼ dom., ► ext.) | UPe | NDa | Eto | Oma |
| ---- | ------------------------- | --- | - | - | - | - | -- | -- | ---- |  | -------------------------- | --- | --- | --- | --- |
| 1    | United Petrotrin          | 9   | 3 | 3 | 0 | 0 | 14 | 1  | +13  |  | United Petrotrin           |     | 5-0 | 7-1 | 2-0 |
| 2    | Notre Dame SC             | 4   | 3 | 1 | 1 | 1 | 2  | 5  | -3   |  | Notre Dame SC              |     |     | 0-0 | 2-0 |
| 3    | L'Étoile de Morne-à-l'Eau | 2   | 3 | 0 | 2 | 1 | 2  | 8  | -6   |  | L'Étoile de Morne-à-l'Eau  |     |     |     | 1-1 |
| 4    | Omai Gold Seekers FC      | 1   | 3 | 0 | 1 | 2 | 1  | 5  | -4   |  | Omai Gold Seekers FC       |     |     |     |     |

### Groupe 2
Toutes les rencontres sont jouées à Montego Bay, Jamaïque.

## Finale
| 2 août 1997 | United Petrotrin                        | 2 - 1 ap | Seba United    |  |  |
|             | Peter Prosper 44e · Philibert Jones 95e |          | 44e Brian Hill |  |  |

- United Petrotrin se qualifie pour la Coupe des champions de la CONCACAF 1997

## Meilleurs buteurs
|    | Joueur              | Club             | Buts |
| -- | ------------------- | ---------------- | ---- |
| 1. | Philbert Jones      | United Petrotrin | 6    |
| 2. | Dexter Cyrus        | United Petrotrin | 5    |
| 3. | Peter Prospar       | United Petrotrin | 3    |
| 3. | Stephen Malcolm     | Seba United      | 3    |
| 3. | Jean-Claude Fernelt | Club franciscain | 3    |